# Spiculatidiplosis mira
Spiculatidiplosis mira är en tvåvingeart som beskrevs av Fedotova 2004. Spiculatidiplosis mira ingår i släktet Spiculatidiplosis och familjen gallmyggor. Inga underarter finns listade i Catalogue of Life.